# Thereva ordubadica
Thereva ordubadica är en tvåvingeart som beskrevs av Paramonov 1927. Thereva ordubadica ingår i släktet Thereva och familjen stilettflugor. Inga underarter finns listade i Catalogue of Life.